# Seekarspitze (Sankt Johann im Pongau)
Seekarspitze är ett berg i Österrike.   Det ligger i distriktet Sankt Johann im Pongau och förbundslandet Salzburg, i den centrala delen av landet, 240 km väster om huvudstaden Wien. Toppen på Seekarspitze är 2 350 meter över havet, eller 359 meter över den omgivande terrängen. Bredden vid basen är 2,9 km.
Terrängen runt Seekarspitze är bergig norrut, men söderut är den kuperad. Närmaste större samhälle är Radstadt, 14,2 km nordväst om Seekarspitze. 
I omgivningarna runt Seekarspitze växer i huvudsak blandskog. Runt Seekarspitze är det ganska glesbefolkat, med 23 invånare per kvadratkilometer.